# Ольховка (Земетчинський район)
Ольхо́вка (рос. Ольховка) — присілок у складі Земетчинського району Пензенської області, Росія.
Населення — 8 осіб (2010; 26 у 2002).
Національний склад станом на 2002 рік:
- росіяни — 100 %